# Le Zèbre
La Le Zèbre è stata una casa automobilistica francese attiva dal 1909 al 1931.

## Storia

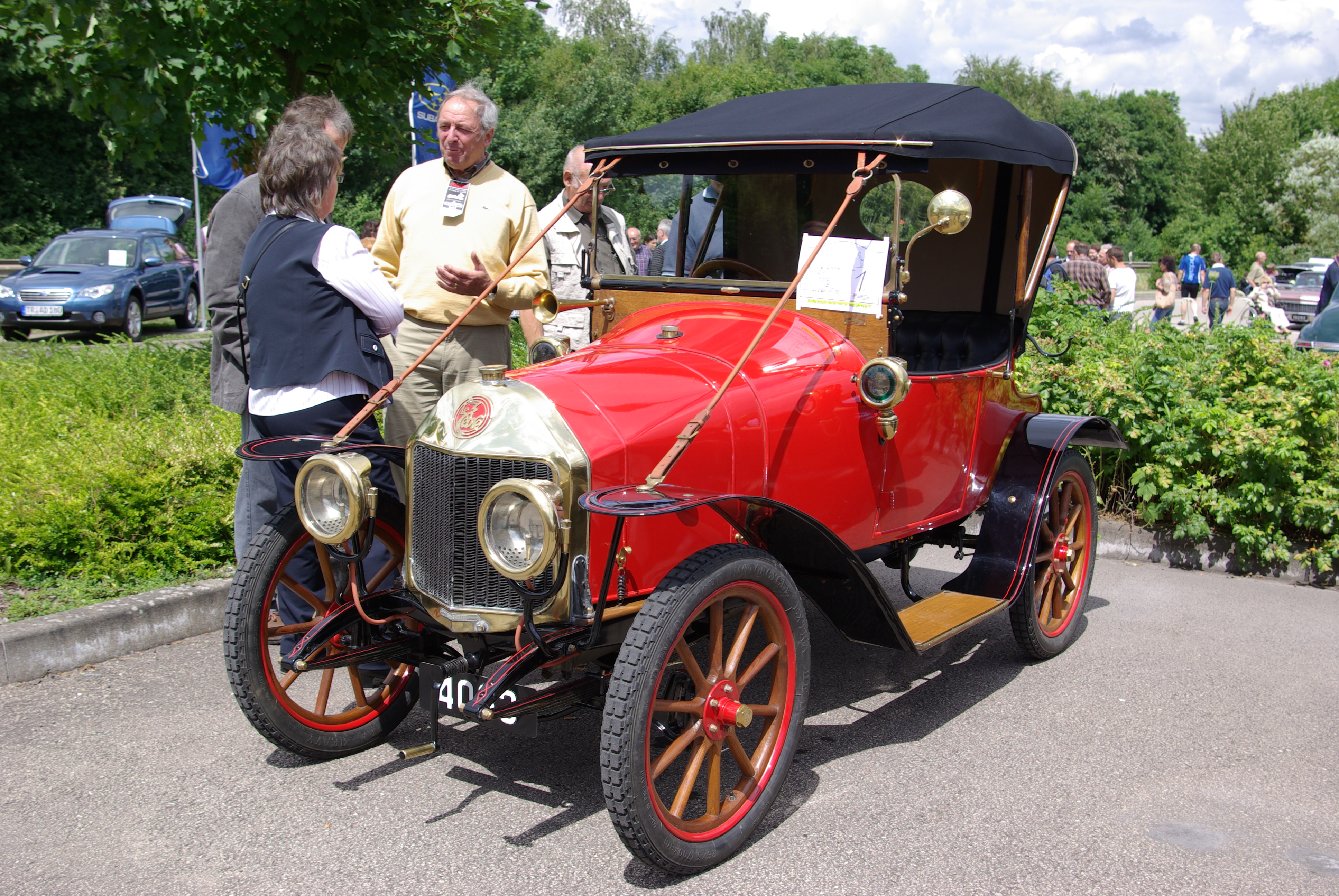
Le Zebre C5, 1913

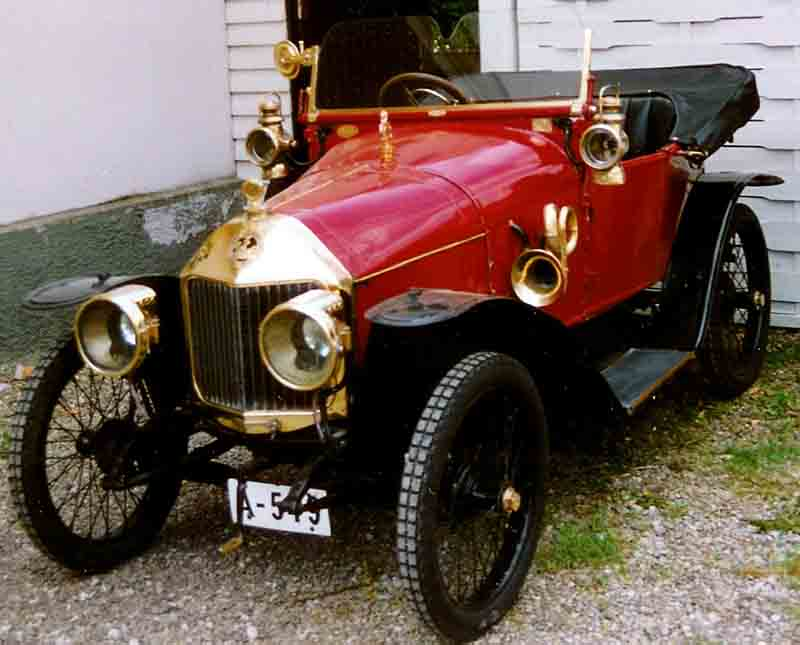
Una Le Zèbre Type C del 1913

Negli anni 1890, Jules Salomon, neo-diplomato alla scuola di commercio ed industria di Bordeaux, cominciò a fare esperienza nel settore della meccanica passando da un posto di lavoro ad un altro. L'incontro decisivo avvenne presso la Brasier, fabbrica automobilistica di Georges Richard, dove conobbe Jacques Bizet, figlio del celebre compositore Georges Bizet, che prestava consulenza commerciale nella ditta di Richard. Salomon continuò a lavorare per Richard anche quando quest'ultimo, in seguito ad un grave incidente in una gara automobilistica, decise di lasciare la sua ditta, ora denominata Richard-Brasier, per fondare la Unic.
Nel 1908, Salomon e Bizet realizzarono una loro vetturetta che ebbe il pregio di offrire il comfort di un'autovettura superiore, ma ad un prezzo assai basso. Il modello fu battezzato Type A e, a partire dal 1909 venne venduto in circa un centinaio di esemplari. Appena avviata la commercializzazione della vettura, sorse il problema del marchio. Entrambi i due giovani costruttori volevano darle il proprio nome, e per uscire dallo stallo fu scelto un nome completamente diverso: "Le Zèbre" (la zebra, in francese). La ragione sociale ufficiale della neonata azienda fu però Bizet Constructions e la sede fu inizialmente fissata a Parigi.
Poco dopo, nel capitale dell'azienda entrarono anche i facoltosi Émile Akar e Joseph Lamy, i quali, grazie al loro sostegno finanziario, diedero all'azienda stessa una certa agiatezza commerciale. Nel frattempo la produzione continuò ad essere limitata alla sola Type A, che continuava ad avere successo, grazie alla relativa economia di esercizio, a un prezzo assai competitivo e anche a una grande campagna propagandistica sostenuta da un illustre giornalista automobilistico dell'epoca, Baudry De Saunier.
Nel 1911 la ragione sociale mutò in Société anomyme des automobiles Le Zèbre. L'anno seguente la gamma venne ampliata con l'arrivo della Type B, dagli obiettivi commerciali più alti, e della Type C, una vettura che stava a metà strada tra le prime due. Poco dopo la sede venne trasferita a Suresnes. Tutti e tre i modelli proposti dalla Casa francese riscossero un buon successo. Anche le Type B e C, benché occupassero un gradino più in alto rispetto alla Type A, erano ancora relativamente economiche.
L'arrivo della prima guerra mondiale non turbò molto la società. Le sue vetture si dimostrarono adatte anche all'uso militare, tanto che la Casa ricevette diverse commesse da parte del governo francese per la produzione di vetture da utilizzare ad esempio per i trasferimenti di soldati o di materiale bellico. Tuttavia, nel 1917, in pieno conflitto, cominciarono a manifestarsi i segni dei primi contrasti tra i due fondatori. La rottura definitiva avvenne poco prima della fine del conflitto: Jules Salomon lasciò l'azienda per unirsi ad André Citroën nella fondazione dell'omonima azienda. Alcuni progetti risalenti al periodo di Salomon presso la Le Zèbre furono realizzati in alcune vetture Citroën, specialmente nella 5CV. 
Finita la guerra, Le Zèbre vide diversi cambiamenti nell'assetto dirigenziale, ma la produzione riprese regolarmente con l'arrivo della Type D, vettura di classe media e di buon successo commerciale, sempre grazie al suo prezzo contenuto. In quel periodo, Edmond Moyet, un meccanico di Le Zèbre prima e poi della Citroën poi, mise a punto per conto proprio una vettura piccola, economica e veloce. Questa fu apprezzata da Émile Akar e Joseph Lamy, i due principali finanziatori di Le Zèbre, che uscirono dal capitale di questa per fondare una nuova società concorrente, la Amilcar. La Le Zèbre, a quel punto, si trovò in grosse difficoltà. Fu riproposta in listino la Type A, questa volta basata sul telaio della Type C e con alcuni aggiornamenti. Alla fine del 1923 venne lanciata anche la Type E, versione sportiva della Type D. 
Le Zèbre si trovava però priva di strategie commerciali, arrivando anche a produrre su licenza una vettura della concorrente Amilcar. Poco tempo dopo aver riproposto una riedizione della Type C, venne lanciata la Type Z, un progetto completamente nuovo di vettura di classe media, dalla linea gradevole e realizzata in collaborazione con Harry Ricardo. La Type Z si rivelò però un clamoroso fiasco commerciale, mettendo in ginocchio la Le Zèbre. La crisi del 1929 fece il resto: nel 1930 la Le Zèbre chiuse definitivamente i battenti.